# Ford Escape Hybrid
El Ford Escape Hybrid és una versió de l'Escape propulsat per un motor de gasolina i un elèctric ofert a partir del 2004 per Ford Motor Company. Fabricat a Kansas City (Kansas) es tractava del primer vehicle tot camí híbrid ofert al mercat; Ford Motor Company també va oferir el Mercury Mariner Hybrid, un automòbil similar a l'Escape.
L'Escape és un sistema híbrid "full"; això vol dir que el sistema pot canviar automàticament d'oferir només assistència del motor elèctric a només assistència del motor de gasolina, passant també per la combinació d'ambdós motors, oferint la major potència i eficiència energètica en qualsevol tipus de càrrega o velocitat. Quan frena o es deixa d'accelerar, l'escape recupera energia a través de la regenerative braking, on el motor elèctric es transforma en un generador, convertint l'energia de la frenada en electricitat per ser emmagatzemada a les bateries.
Aquesta tecnologia se similar a la que usa Toyota amb el seu Prius. Els enginyers de Ford Motor Company van veure que el disseny d'aquesta podria presentar conflictes de patents que Toyota n'és propietària; aquest fet va provocar que pel 2004 hagués a un acord consistent en compartir l'ús de certa tecnologia híbrida de Toyota a Ford a canvi que Ford li compartís l'ús de certa tecnologia en dièsel i injecció directa. Ambdues empreses acordaren que Ford no rebria assistència en el desenvolupament motriu del sistema híbrid, però certes parts d'aquest sistema es podien trobar molt semblants en altres models de Toyota. Aisin Seiki Co. Ltd., una nipona pertanyent a Toyota dedicada al subministrament de components mecànics, ofereix la transmissió CVT de l'Escape Hybrid. De fet, Aisin és l'únic que fabrica transmissions híbrides a altres fabricants (Toyota fabrica la tercera generació de la transmissió del Prius per si mateixa).
Sanyo Electric Co., la primera a fabricar bateries per a vehicles híbrids en una "joint-venture" amb Honda, va construir una de 5,5 Ah (emmagatzema 1.8 kWh), 330V i 250 cell de NiMH (nickel metal hyride) per l'Escape Hybrid del 2005; el pes d'aquest conjunt era de 50 kg.

## Primera generació (2004-2007)

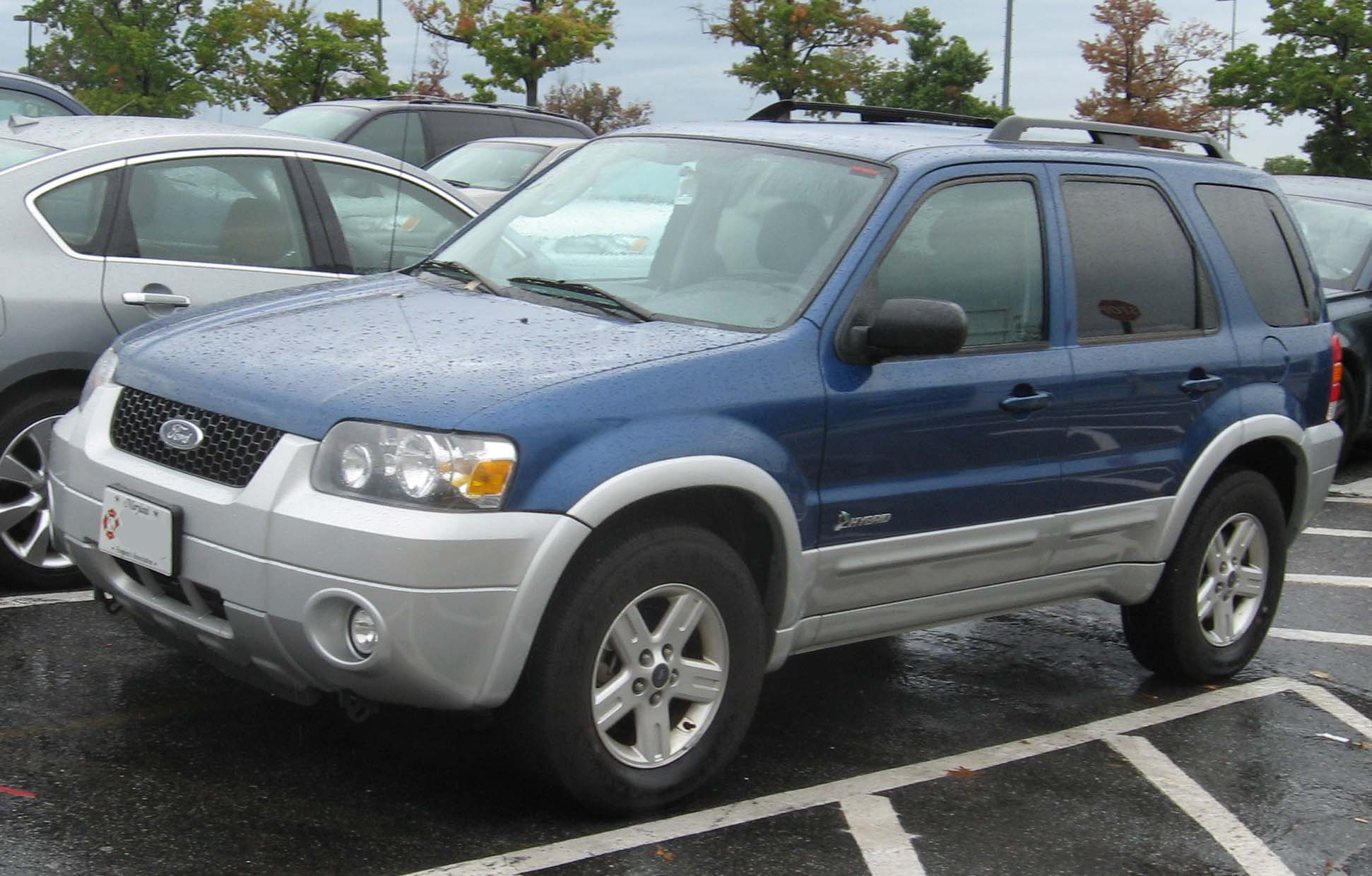
Ford Escape del 2005-07

Presentada com a model 2005, aquest vehicle tot camí tenia una potència combinada per un motor de gasolina 2.3L Duratec 23 de cicle Atkinson de 133 cv i un elèctric de 94 cv (en total la potència acumulativa és de 155 cv) que combinats donen unes prestacions similars a les que s'obtenen del motor V6.
D'acord amb Car and Driver (des. 2004) l'Escape Hybrid AWD és capaç de passar de 0-60 mph (0-97 km/h) en 10.8 segons i una velocitat màxima de 102 mph (164 km/h). Ford Motor Company estableix un consum de 33 mpg (14 km/l) ciutat i 29 mpg (12.3 km/l) autopista, amb el qual amb un dipòsit es pot recórrer de 400 a 500 milles (650 a 800 km).
Estèticament, aquestes versions poden identificar-se per les etiquetes "Hybrid" que poden trobar-se a la porta del conductor i copilot, així com al darrere del vehicle. A més, la finestra del conductor a la zona de càrrega és més petita per acomodar una ranura de ventilació per les bateries d'alt voltatge; existeix una "Special Appearance Package" disponible pels models 2005-07 que oferia la lower cladding amb acabat plata.

## Segona generació (2008-)
Igual que en la versió no híbrida, rep un nou disseny que incideix en els mateixos punts que l'Escape, però les principals diferències es troben en l'agilitat d'ambdós vehicles, ja que l'híbrida té un major pes.
El model 2009 substitueix l'actual 2.3L Duratec 23 per un 2.5 L Duratec 25. Respecte de l'anterior 4 cilindres, el nou 2.5 L millora el rendiment en carretera, oferint 31 mpg (13.2 km/l)
-30 mpg (12.8 km/l)
pel model 2008- i manté el consum per ciutat de 34 mpg -14.5 km/l- (sempre parlant de versions 2WD).

## Plug-in Escape

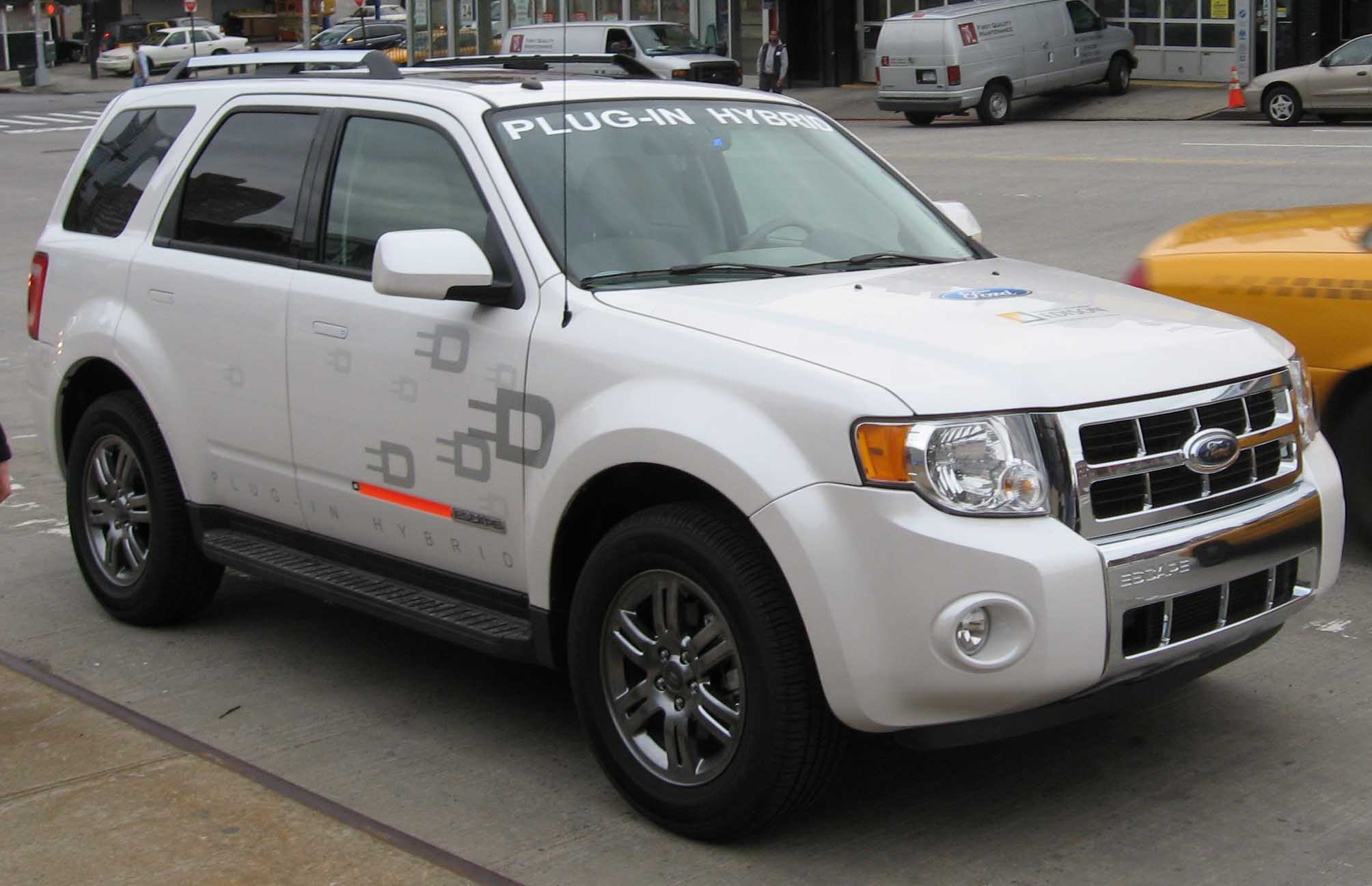
Ford Escape Plug-in Hybrid

Presentat al Detroit Auto Show del 2008, es tracta d'una versió híbrida que té l'afegit que pot ser endollada (plug-in) per carregar les seves bateries.
El punt més important d'aquesta versió és la capacitat de poder tenir un consum de fins a 100 mpg (42.5 km/l). I això s'aconsegueix recarregant les bateries d'ió de liti que amb 6 hores de recàrrega poden moure l'Escape sense usar benzina 30 milles (48 quilòmetres); a partir d'aquest moment, s'inicia el motor de gasolina. Frenette diu que s'han fet proves que han donat fins a 120 mpg (51 km/l) en conducció stop-and-go i 70-80 mpg (29-34 km/l) en autopista.
En l'actualitat, existeixen empreses que faciliten la conversió de l'Escape Hybrid en una plug-in sota contracte amb la NYSERDA a partir del 2007:
- Electrovaya of Toronto Canada
- Hymotion also of Toronto Canada
- Hybrids Plus of Boulder Colorado USA

## Versió PHEV
Es tracta d'una versió Plug-in Hybrid de l'Escape que ha estat oferta a la DoE (EUA) que permet l'ús del combustible E-85. El motor elèctric permet recórrer 30 milles (48 km) a una velocitat màxima de 40 mph (64 km/h).